# 藤木幸夫
藤木 幸夫（ふじき ゆきお、1930年〈昭和5年〉8月18日 - ）は、日本の実業家。藤木企業代表取締役会長、一般社団法人横浜港振興協会会長、横浜港ハーバーリゾート協会会長、横浜エフエム放送代表取締役会長。元横浜港運協会会長、元横浜スタジアム取締役会長。父親は藤木企業の創業者の藤木幸太郎。政財界との繋がりが深いことから、しばしば「ハマのドン」と称される。

## 概要
神奈川県横浜市西区天神町生まれ。藤木企業の創業者である藤木幸太郎の長男。横浜市立老松小学校（昭和22年廃校）、横浜市立老松中学校、神奈川県立工業学校（現・県立神奈川工業高校）を経て、1953年に早稲田大学政治経済学部卒業。
若い頃には共産党員であったが転向し、自由民主党が結成されると党員になった。幼少期は軍人、大学時代には神奈川県知事を志していたが、港運で生きることを決意し、1953年に横浜市議会議員の嶋村力や三谷重忠に政界への道を勧められるも固辞した。その後は横浜市議会議員の小此木彦三郎、県議会議員の杉本恒夫、嶋村尚美（嶋村力の子）、参議院議員の秦野章などの応援に走った。
1967年4月、藤木企業の取締役副社長に就任。
1970年5月、藤木企業の代表取締役社長に就任。
1998年、横浜文化賞を受賞、2001年、勲三等瑞宝章を受章。
2004年3月16日、神奈川新聞に父親の藤木幸太郎の生涯と自身の半生を綴った「わが人生」の連載をスタート。同年8月18日、全131回の連載をまとめた『ミナトのせがれ』を出版。
2016年10月25日、藤木は横浜港運協会会長として記者会見し、横浜市が進める山下埠頭の再開発について言及。コンソーシアム（共同事業体）を設立し、事業の主体を担う意向を表明した。「カジノはグローバルなレクリエーション。景観も生かし、世界中からリゾート客が来るようにする」と述べた。
2017年5月17日、横浜港運協会は拡大理事会を開き、山下埠頭の再開発への見解をまとめた。この会で藤木は、林文子・横浜市長が誘致推進の立場を取る統合型リゾート（IR）計画について、「カジノは必要ない」と述べた。同協会幹部は、藤木が方針を180度転換した理由として、アトランティックシティの例を挙げた。同市は近年カジノ・リゾートの収益が急減しており、「カジノを開くこと自体がギャンブルだ」と考え直したと説明している。ふた月後の7月30日、横浜市長選挙で林は3選を果たした。藤木は林に対して、「こうする、ああすると決めるような資格はない」と述べるほか、IR誘致先の山下埠頭について「横浜の将来をどうするか、日本の将来をどうするか占う場所でもある」と語った。
2018年、ギャンブル依存症の問題を懸念していた元参議院議員の斎藤文夫は藤木に「様々な犯罪研究をしている日本社会病理学会の横山實・前会長の話を聴いてみてはどうか」と話をもちかけた。藤木は横浜港運協会の役員に声をかけ、同年3月14日に同協会が開いた公開勉強会「ギャンブル依存症を考える」には議員とマスコミ関係者を含め約600人が集まった。横山と公益財団法人「ギャンブル依存症問題を考える会」の田中紀子代表理事の講演内容に藤木はショックを受け、カジノの弊害を確信したとされる。
2019年5月7日、山下埠頭の再開発に関し、カジノ誘致反対を訴える一般社団法人「横浜港ハーバーリゾート協会」が設立登記され、藤木は会長に就任した。
2020年5月13日、米国カジノ大手のラスベガス・サンズは、IRの日本への進出を断念すると発表した。同年6月17日、藤木は横浜港運協会の総会で会長退任を表明し、了承された。新会長には長男の藤木幸太が就任した。
2021年1月29日、米国の統合型リゾート大手のウィン・リゾーツが横浜市のIR公募への参加を見送ることを決めたことを朝日新聞が報じた。

### 2021年横浜市長選挙との関わり
2021年7月17日、横浜市長選挙への立候補を表明した元大学教授の山中竹春の支援団体などが集まる合同選対会議の初会合が開かれ、藤木は名誉議長として出席。山中を全面支援する考えを示した。同日、山中の政治団体「横浜をコロナとカジノから守る会」の事務所開きが行われ、藤木は同団体の代表に就任した。
同年8月3日、日本外国特派員協会で記者会見し、市長選と横浜港との関わりについて語った（司会は神保哲生）。市長選については、IR誘致反対を表明した元衆議院議員の小此木八郎が当選するとの見通しを示した。「私は八郎の名付け親ですよ」と強調した後、「いろいろ聞いてみると、いい人だ。山中って人はね。だけど当選するのは八郎でしょ。そりゃ八郎が当選しなきゃしょうがないでしょ。八郎の母親からも毎日のように手紙が来るし」と述べた。
支援する山中については、「友達の江田（注・江田憲司）に任したの。林以外なら誰でもいい、林は今ロボットやってんだから。操り人形だから。菅（内閣総理大臣菅義偉）の言うとおりに動いているだけだから。そしたら江田が急に山中さんを連れてきて、こいつどうですかって。私は『あんた、目が鋭すぎるよ』とだけ言いました。ほかは悪いところはないだろうと。江田が責任持って薦めてるんだから。ただ『あんたのその目じゃ当選できないよ、もっと柔らかい目になんなさい』ということだけは言って帰った」と話した。
同年8月8日、市長選挙告示。山中の第一声の演説のあとで、藤木もマイクを持ち、IRの背景には米中の経済戦争がからんでいると明かした。藤木は「トランプの使いが俺のところにきて、ご飯を食べながら話をした。米中戦争をやっているのだよ、山下埠頭で。使いは『アメリカは引っ込むけれども、俺のところは引っ込むけれども、中国には渡さないでくれ』と言った」と語った。
同日、雑誌の取材で「小此木が当選する」と言った発言の真意を尋ねられると「そう言っておかないと仕方がないでしょう」と答えた。取材者が「（小此木陣営を）油断させるつもりなのか」と問い返すと、「そうそう。選挙のたびに相手を褒めるのが俺のやり方だったのよ。それで40年間、やって来た」と答えた。8月17日、藤木が会長を務める横浜港ハーバーリゾート協会主催の山中の総決起集会が開かれた。この日、神奈川県内のコロナウイルス感染者は5日連続で2,000人台を記録するが、藤木は集会後のぶら下がり会見で「コロナの感染爆発は菅首相の責任か」と問われると、「当たり前でしょう。俺に聞かなくても分かる。子供でも分かる。山中が当選して菅は終わり」と答えた。投開票日の8月22日、NHKなど複数のメディアが投票締め切りの午後8時と同時に山中の当選確実を報道。山中圧勝を受け、藤木は陣営の開票センターで「菅も今日あたりやめるんじゃないの」「（菅から）電話がかかってきたら『首相をやめろ』と言う」と話した。
投開票から2週間が過ぎた2021年9月3日、菅は再選を目指すはずだった自民党総裁選挙への立候補を断念、首相退陣表明に追い込まれた。

### テレビ朝日の番組と映画
2021年11月28日、テレビ朝日の「テレメンタリー」の枠で、カジノ誘致反対の急先鋒に立った藤木を追った『ハマのドン "仁義なき闘い"』が放送。ディレクターは『報道ステーション』でチーフプロデューサーを務めた松原文枝。
2022年2月5日、民間放送教育協会が年に一度放送するドキュメンタリー番組「民教協スペシャル」がテレビ朝日で放映。第36回は、同じく松原がディレクターを務めた『ハマのドン "最後の闘い" ―博打は許さない』であった。
2023年5月5日、上記の2本の番組の劇場版である『ハマのドン』が全国公開された。松原は映画とするだけでなく、5月17日、集英社から『ハマのドン―横浜カジノ阻止をめぐる闘いの記録』を上梓した。
同年7月5日、横浜市が「山下ふ頭再開発検討委員会」の人選で藤木に委員就任を打診し、内諾を得ていたことが明らかになったと神奈川新聞が報じた。同委員会は学識経験者と地域の関係者ら最大20人で構成され、まちづくりの方向性や導入施設などについて約1年間協議し、取りまとめた意見を市長に答申する予定。藤木は、開発事業への参画に意欲を示す横浜港ハーバーリゾート協会の会長で、「選ばれる側」でもあることから、市の判断に疑念の声が上がっている。

## 職歴
- 1970年5月 - 藤木企業株式会社代表取締役社長
- 1981年6月 - ポートサービス株式会社代表取締役会長（現職）
- 1986年4月 - 株式会社横浜スタジアム取締役
- 1986年6月 - 社団法人日本港運協会副会長（現職）
- 1986年7月 - 社会福祉法人横浜市リハビリテーション事業団理事（現職）
- 1988年4月 - 神奈川県野球協議会会長（現職）
- 1992年6月 - 横浜エフエム放送株式会社代表取締役社長
- 2000年4月 - 財団法人横浜市体育協会名誉会長（現職）
- 2000年4月 - 株式会社横浜スタジアム取締役会長
- 2003年2月 - 藤木企業株式会社代表取締役会長（現職)
- 2008年3月 - 同社代表取締役会長（現職）[2]
- 2011年5月 - 一般社団法人横浜港振興協会会長（現職）
- 2019年5月 - 横浜港ハーバーリゾート協会会長（現職）
- 2020年6月 - 横浜エフエム放送株式会社代表取締役会長（現職）[45]

## 著書
- 藤木幸夫『ミナトのせがれ』神奈川新聞社、2004年8月。ISBN 978-4876453481。

### 評伝
- 大下英治『ハマの帝王　横浜をつくった男・藤木幸夫』さくら舎、2023年8月。ISBN 978-4-86581-396-8。
- 石原慎太郎『青年の樹』講談社（電子出版）、2021年12月。青年期の藤木をモデルにした小説（上記の著者紹介にも記載）

## 出演
- ハマのドン（2023年5月5日公開）[42]